# Séamus Healy

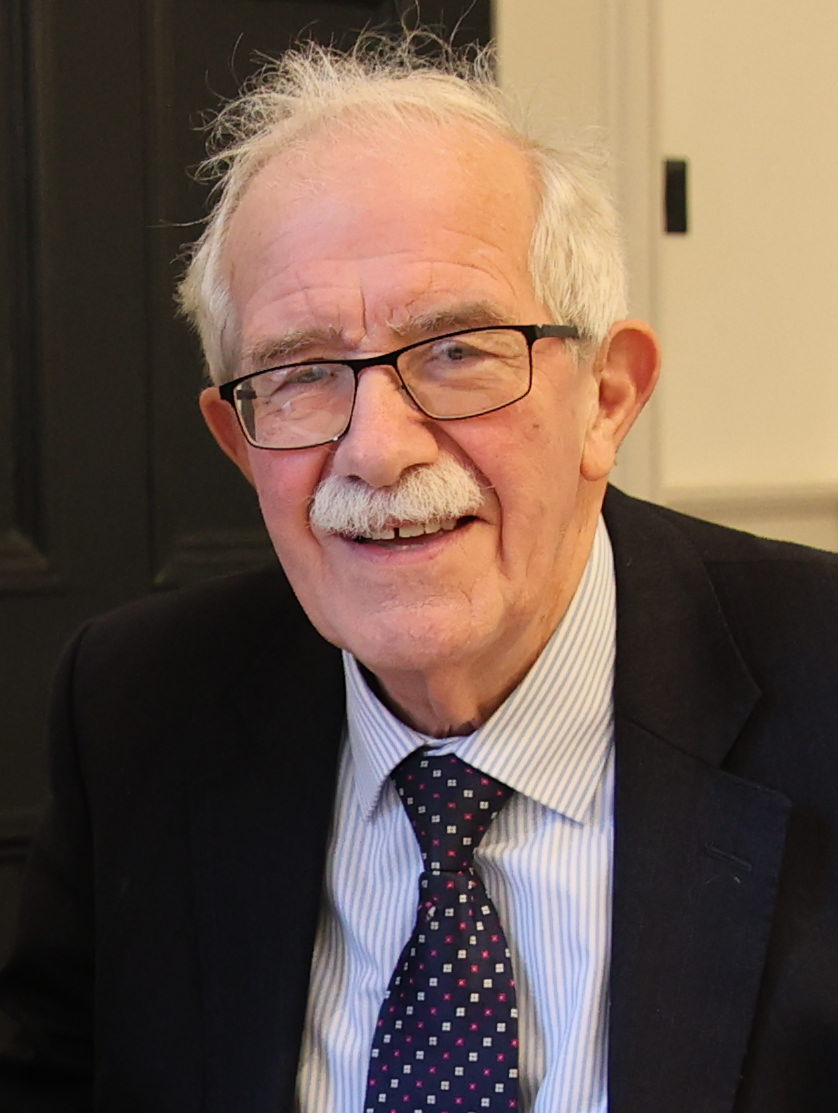
Séamus Healy (Dezember 2024)

Séamus Healy (* 9. August 1950 in Waterford, Irland) ist ein irischer Politiker.

## Biografie
Séamus Healy arbeitete in der Krankenhausverwaltung in South Tipperary. 1985 wurde er erstmals in den Clonmel Borough Council gewählt. Er war Mitbegründer der Workers and Unemployed Action und schloss sich der trotzkistischen Bewegung League for a Workers' Republic an, die in den 1990er Jahren wieder aufgelöst wurde.
Von 1991 bis 2014 war er Mitglied des South Tipperary County Council. Diese Zeit wurde durchbrochen von seinem Status als Teachta Dála im Dáil Éireann.
Bei einer Nachwahl im Jahr 2000 konnte er sich durchsetzen. Zuvor war er bei den Wahlen 1987, 1989, 1992 und 1997 immer wieder gescheitert.
Bei den Wahlen 2002 konnte er dann den Sitz verteidigen. Aber schon 2007 verlor er knapp seinen Sitz.
Wahlen 2011 konnte er den Sitz zurückerobern, als er gemeinsam mit Declan Bree als United Left Alliance kandidierte. Bei der Wiederwahl 2016 trat er dann wieder als Unabhängiger an. 
Die Wahlen 2020 waren für ihn nicht erfolgreich. Erst bei den Wahlen 2024 gelang ihm dann wieder der Sprung ins Parlament.